# Alonso de San Buenaventura
Alonso de San Buenaventura foi um franciscano, que, juntamente com Luís de Bolaños, foi um dos pioneiros na evangelização dos guaranis no território que atualmente pertence ao oeste do Estado do Paraná, região que na época era conhecida como Guaíra.

## Biografia
Se formou no Convento de Nossa Senhora do Loreto, em Espartinas, Sevilha, Espanha.
Em 1572, embarcou para a América Latina junto outros doze franciscanos na expedição liderada por Juan Ortíz de Zárate.
Em 1575, chegou ao Paraguai juntamente com Luís de Bolaños. No início, trabalharam nos arredores de Assunção, para depois evangelizar nativos situados em regiões mais distantes. Atuaram durante dez anos no Paraguai.
Posteriormente, Juan Romero, primeiro superior das missões jesuítas na Província do Paraguai, reconheceria que a importância dos trabalhos dos franciscanos como precursor das missões jesuíticas no Paraguai.
Entre 1585 e 1586, esteve em Lima (Peru) formando noviços.
Em 1586, retornou à Espanha para recrutar mais missionários para atuar na América Latina.
Em 1589, retornou ao Paraguai trazendo mais missionários franciscano e retomou suas atividades juntos aos guaranis.
Em 1592, retornou à Espanha com o intuito de trazer mais missionários. Retornou, liderando um contingente de 24 missionários, mas adoeceu durante a jornada e faleceu em Santiago (Chile), no Convento de San Francisco del Monte, em 1594.
Antes de morrer, entregou à Juan de Córdoba, um dos missionários que trazia da Espanha e que seguiria viagem até o Paraguai, uma mensagem destinada ao Frei Bolaños .